# Maomé II de Córdova
Maomé II de Córdova ou Maomé II Almadi (em árabe: محمد الثاني ، المهدي; romaniz.: Muḥammad al-Mahdī), chamado Maomé ibne Hixame (Muḥammad ibn Hišām) antes de tomar o trono (Córdova, 980 – Córdova, 23 de julho de 1010), foi o quarto califa de Córdova, no Alandalus (a Hispânia islâmica), que reinou em dois períodos, o primeiro entre 15 de fevereiro e 1 de novembro de 1009 e o segundo entre 10 de maio e 23 de julho de 1010.

## História
Maomé II, que adotou o lacabe Almadi Bilá ("Aquele que busca a ajuda de Alá"), ocupou a posição de califa por dois curtos períodos separados por meses. Era filho de Hixame, que por sua vez era filho de Abdal Jabar, um dos filhos do Abderramão III, o primeiro califa de Córdova.
O seu primeiro turno como califa se iniciou em 15 de fevereiro de 1009, quando uma revolta popular liderada por Maomé conseguiu tomar a cidade de Córdova e expulsar o califa Hixame II e seu homem forte, Abderramão Sanchuelo que, como filho de Almançor, vinha exercendo crescente influência sobre o califado.
Porém, um confronto com os berberes, antigos aliados, fez com que, no mesmo ano de sua aclamação como califa, ele perdesse o trono pelas mãos de seu primo em segundo grau Solimão Almostaim que, com o apoio dos berberes e do conde de Castela Sancho Garcia, derrotou, em 1 de novembro de 1009, o exército do califa na Batalha de Alcoleia, obrigando Maomé a se refugiar em Toledo.
A segunda vez que se tornou califa se inicia em 10 de maio de 1010, quando tropas saqalibas, sob o comando do general Aluadide, apoiadas por tropas catalãs sob o conde de Barcelona Raimundo Borrel I, derrotaram o exército de Solimão. Maomé foi alçado novamente ao trono de Córdova, onde permaneceu até ser assassinado em 23 de julho de 1010 a mando de Aluadide.
Após a sua morte Hixame II ascendeu novamente ao trono.